# Kanton Haute-Ariège
 Haute-Ariège is een kanton van het Franse departement Ariège. Het kanton maakt deel uit van het arrondissement Foix.
In 2020 telde het 6.398 inwoners.

Het kanton werd gevormd ingevolge het decreet van 18 februari 2014 , met uitwerking op 22 maart 2015, met Ax-les-Thermes  als hoofdplaats.

## Gemeenten
Het kanton omvatte 48 gemeenten bij zijn oprichting.
Op 1 januari 2019 werden de gemeenten Aulos en Sinsat samengevoegd tot de fusiegemeente (commune nouvelle) Aulos-Sinsat.
Sindsdien omvat het kanton volgende 47 gemeenten:
- Albiès
- Appy
- Artigues
- Ascou
- Aston
- Aulos-Sinsat
- Axiat
- Ax-les-Thermes
- Bestiac
- Bouan
- Les Cabannes
- Carcanières
- Caussou
- Caychax
- Château-Verdun
- Garanou
- L'Hospitalet-près-l'Andorre
- Ignaux
- Larcat
- Larnat
- Lassur
- Lordat
- Luzenac
- Mérens-les-Vals
- Mijanès
- Montaillou
- Orgeix
- Orlu
- Ornolac-Ussat-les-Bains
- Pech
- Perles-et-Castelet
- Le Pla
- Prades
- Le Puch
- Quérigut
- Rouze
- Savignac-les-Ormeaux
- Senconac
- Sorgeat
- Tignac
- Unac
- Urs
- Ussat
- Vaychis
- Vèbre
- Verdun
- Vernaux